# Giraud Sannier
Pour les articles homonymes, voir Sannier.
Giraud Sannier, parfois orthographié Giraux Sannier, est un architecte français né le 5 novembre 1721 à Saint-Martin-Boulogne (Pas-de-Calais) et mort le 30 septembre 1804 à Boulogne-sur-Mer. Il s'est particulièrement illustré à Boulogne-sur-Mer et ses environs.

## Biographie
Giraud Sannier naît le 5 novembre 1721 au mont Lambert à Saint-Martin-Boulogne, près de Boulogne-sur-Mer. Il est le fils d'Antoine Sannier et de Marie Françoise Deguison, le frère de Denis Sannier.
Il conçoit de nombreux monuments civils et religieux, à Boulogne-sur-Mer et aux alentours.
On lui doit principalement le château de Saint-Martin-Choquel, l'église du Mont Lambert à Saint-Martin-Boulogne, le château d'Hesdin-l'Abbé devenu l'hôtel Cléry, le palais impérial de Boulogne-sur-Mer où Napoléon séjourna, la Chapelle des Annonciades à Boulogne-sur-Mer devenue depuis 1975 une bibliothèque municipale. On lui doit aussi la reconstruction et la rénovation du Château de Pont-de-Briques devenu depuis 1998 une résidence locative, la reconstruction de l'église Saint-Nicolas de Boulogne-sur-Mer, le château de Doudeauville, la Caserne devenue Banque de France (rue de la Lampe à Boulogne-sur-Mer), la sous-préfecture de Boulogne-sur-Mer, le château de Recques-sur-Course, l'église de Guînes, l'église de Wierre[Lequel ?], l'église de Colembert, le château d'Arry dans la Somme et le château de Colembert, appelé le « château aux cent fenêtres », classé monument historique.
Il est membre en 1792 de la Société des Amis de l’Égalité et de la Liberté.
Il est l'époux de de Madeleine Delahaye.
Il meurt le 30 septembre 1804 à Boulogne-sur-Mer.

## Œuvres
- 1761 : Château d'Arry, (Somme) ;
- 1765 : Abbaye Saint-Wulmer, actuellement presbytère de Samer : Inscrit à l'inventaire général[3]. Établissement fondé par saint Wulmer en 668. À la fin du XIe siècle, Sainte Ide l'aurait restauré ou reconstruit. Bâtiments incendiés en 1522, restauration en 1608. L'architecte boulonnais Giraud Sannier en 1765 entreprend la restauration de l'abbaye.
- 1770 : Château de Rosamel , à Frencq ;
- 1771 à 1784 : Basilique Notre-Dame de l'Immaculée Conception de Boulogne-sur-Mer, ajout de 17 chapelles ;
- 1774 : Église Saint-Nicolas de Boulogne-sur-Mer, reconstruction ;
- 1777 : Palais impérial de Boulogne-sur-Mer. Napoléon 1er y séjourna en 1803, 1810, 1811. Inscrit à l'inventaire général IA00059514 ;
- 1778 : Château de Saint-Martin-Choquel ;
- 1781 : Château de Doudeauville construit pour Antoine de Courteville, seigneur de la cour en Sequieres, inscrit à l'inventaire général IA00062428.
- 1781 : Caserne dite « Les Anciennes casernes » puis prison, puis groupe scolaire et Banque de France à Boulogne-sur-Mer. Inscrite à l'inventaire général[4].
- 1782 : Maison, 1 rue du Château à Boulogne-sur-Mer, inscrite à l'inventaire général IA00059484.
- 1782 : Château d'eau, dit « Fontaine aux Dauphins », Rue de Lille à Boulogne-sur-Mer dont il subsiste la fontaine du sculpteur Antoine Harrewyn, date portée Anno Domini 1782, représentation Dauphin en marbre de Marquise. Inscrit à l'inventaire général IA00059466[5].
- 1785 : L'établissement des bains de mer est construit sur le port[6].
- 1786 : Sous-préfecture de Boulogne-sur-mer, 131 Grande-rue, inscrit à l'inventaire général[7].
- 1786 : Restauration du Château de Pont-de-Briques, 92, avenue du Docteur Croquelois à Pont-de-Briques. Construit vers 1640 pour Louise d'Audegau, sauvé de la destruction en 1974 [8].
- 1788 : Hôtel au 3, rue de Bernet à Boulogne-sur-Mer, inscrit à l'inventaire général IA00059782 ;
- 1789 : Plaque posée au 32 à 40 grande rue commémorative de l'ascension en aérostat de Pilatre de Rozier et Pierre-Ange Romain. Plaque exécutée par le marbrier-sculpteur boulonnais Antoine Harrewyn dit Beau-Soleil selon le dessin de Giraud Sannier. La plaque fut retrouvée en 1866 dans une maison rue du Cloître, puis remise au musée. Dimensions : 99 cm par 1,50 m. Inscrite à l'inventaire général IM62000281 ;
- Abbaye d'oratoriens Saint-Vulmer, de Chanoines Réguliers 1,7 à 13, Rue de l'oratoire. Giraud Sannier refait la façade fin XVIIIe siècle. inscrit à l'inventaire général IA00059448.
- Château de Recques-sur-Course.
- Couvent d'Annonciades Saint-Joseph, 18, Place de la Résistance à Boulogne-sur-mer. Inscrit à l'inventaire général IA00059450[9].
- les églises de Guînes, de Wierre[Lequel ?] et de Colembert.
- les châteaux de Colembert, d'Ordre, d'Hesdin-l'Abbé, de Wimille, de l'Espagnerie, le Château du Petit Denacre à Wimille[10],[11], d'Ostrohove (quartier de Saint-Martin-Boulogne) [12]

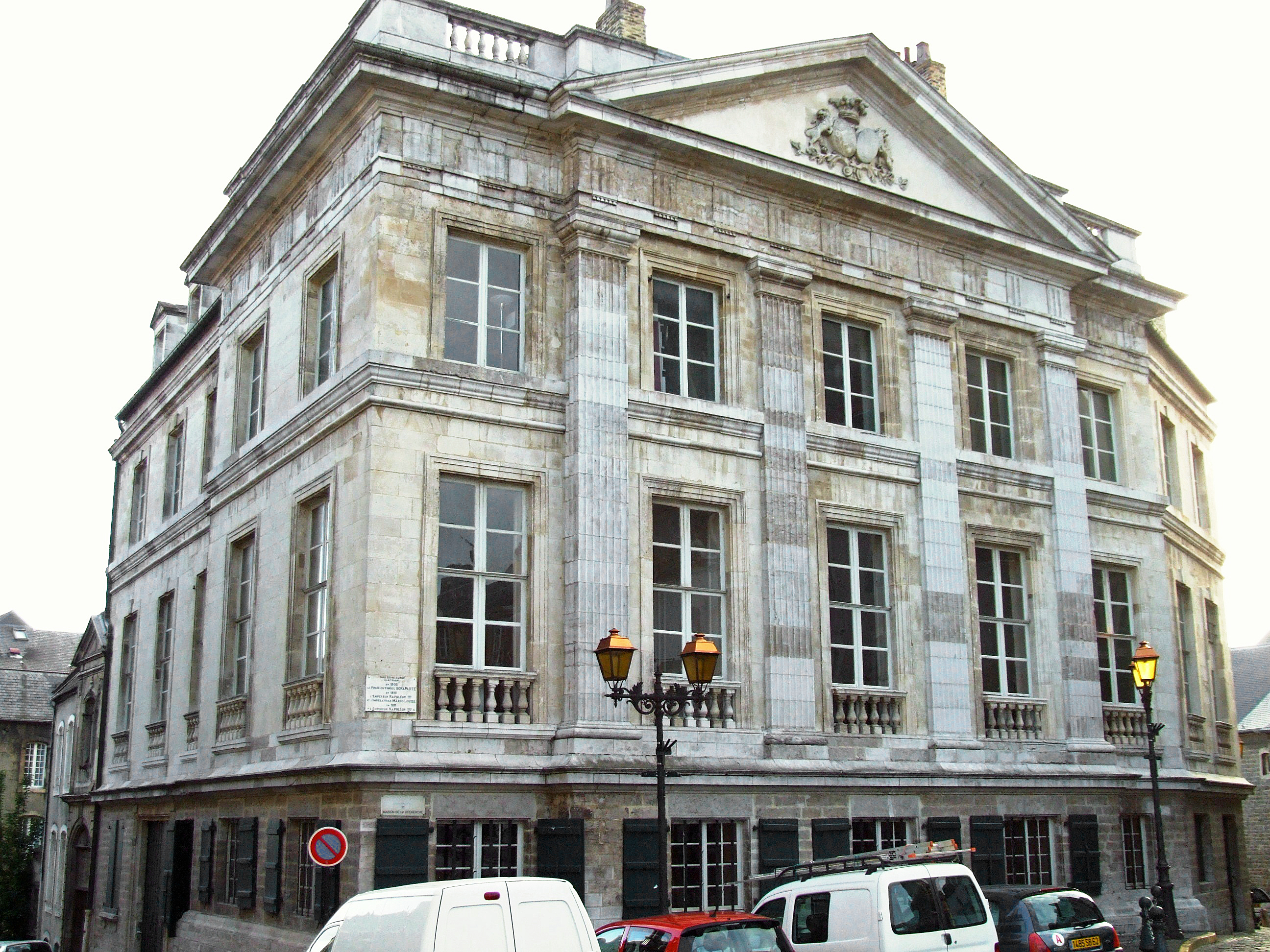
Le palais impérial de Boulogne-sur-Mer.
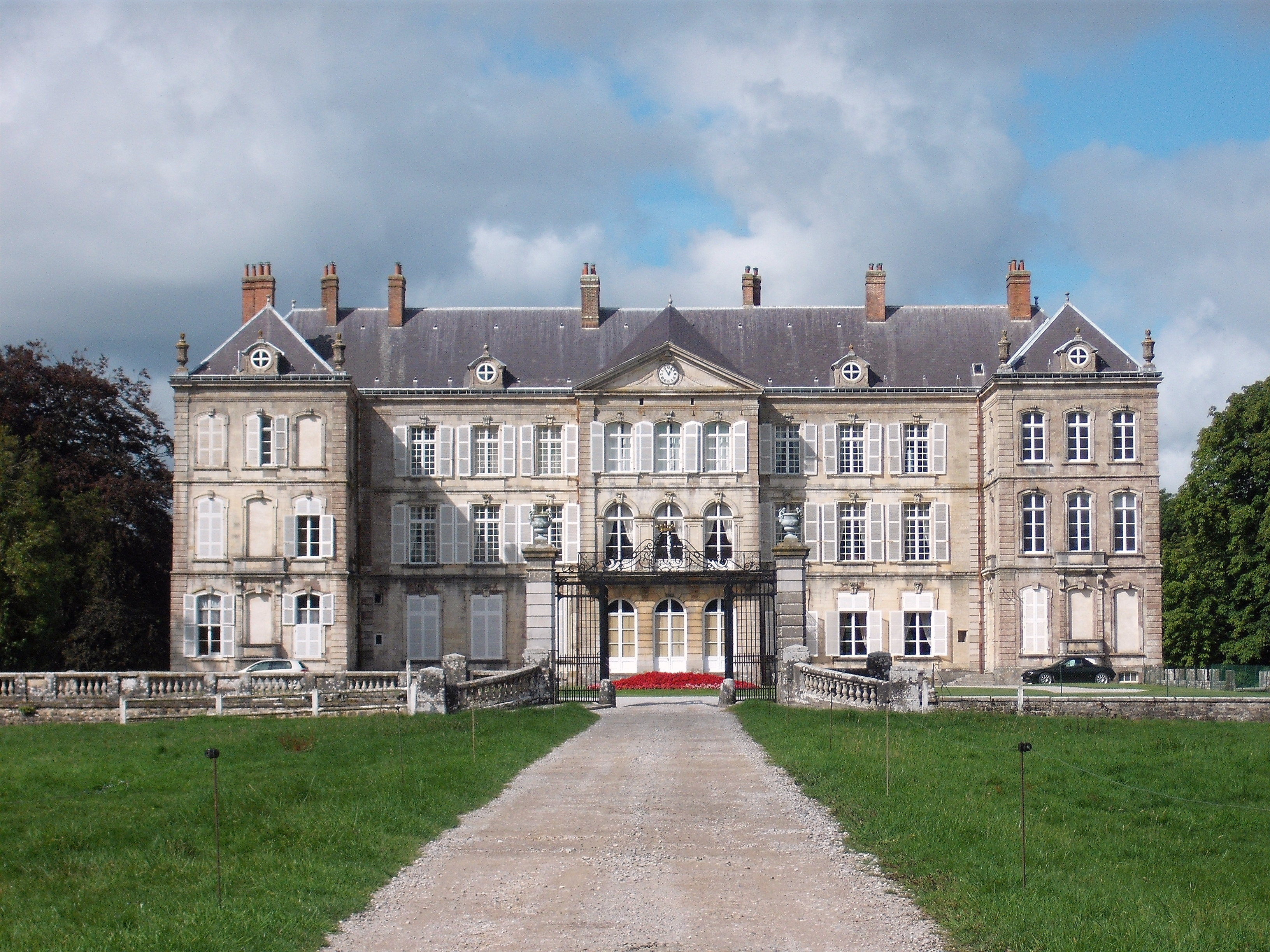
Le château de Colembert.
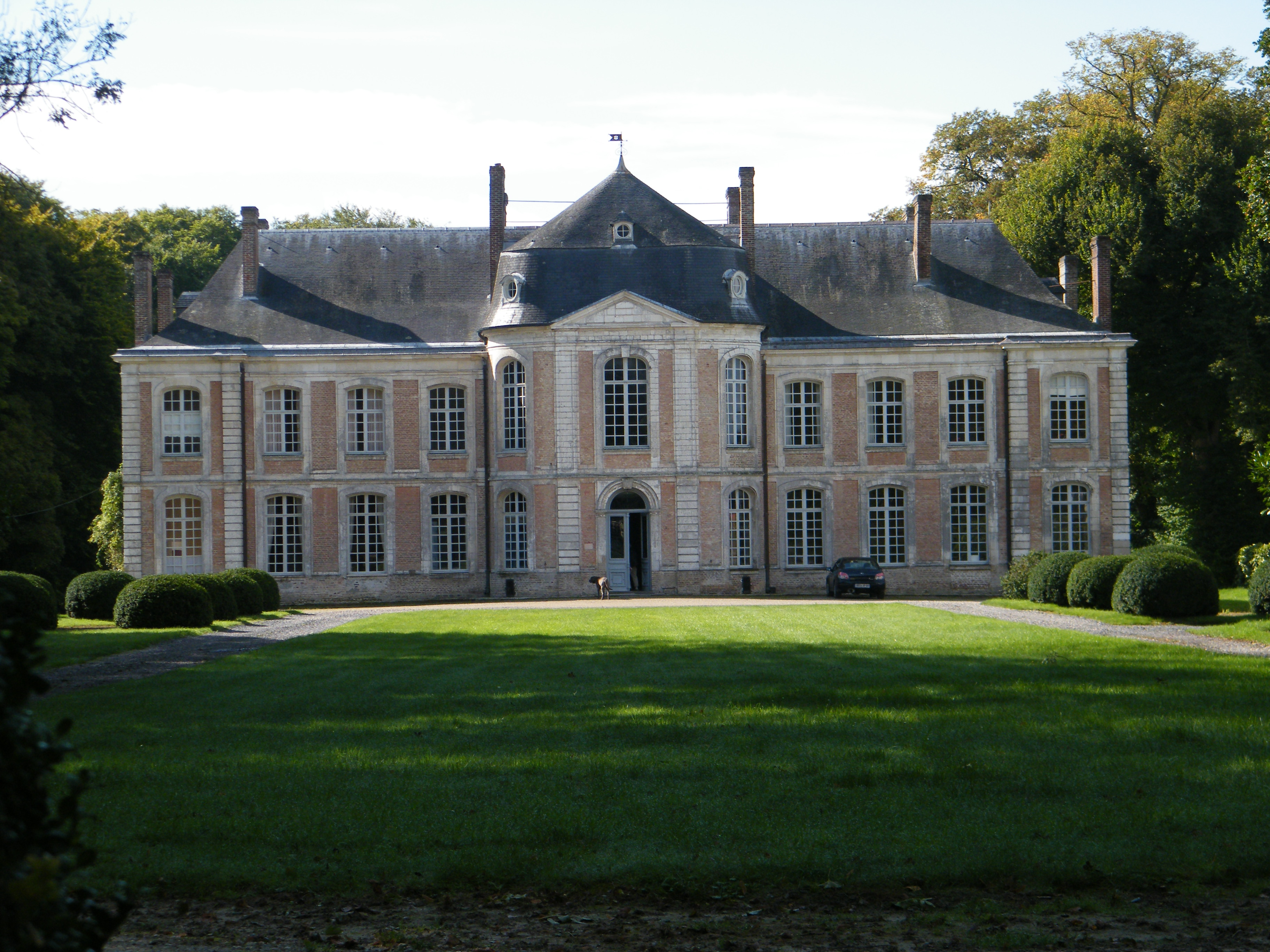
Le château d'Arry.
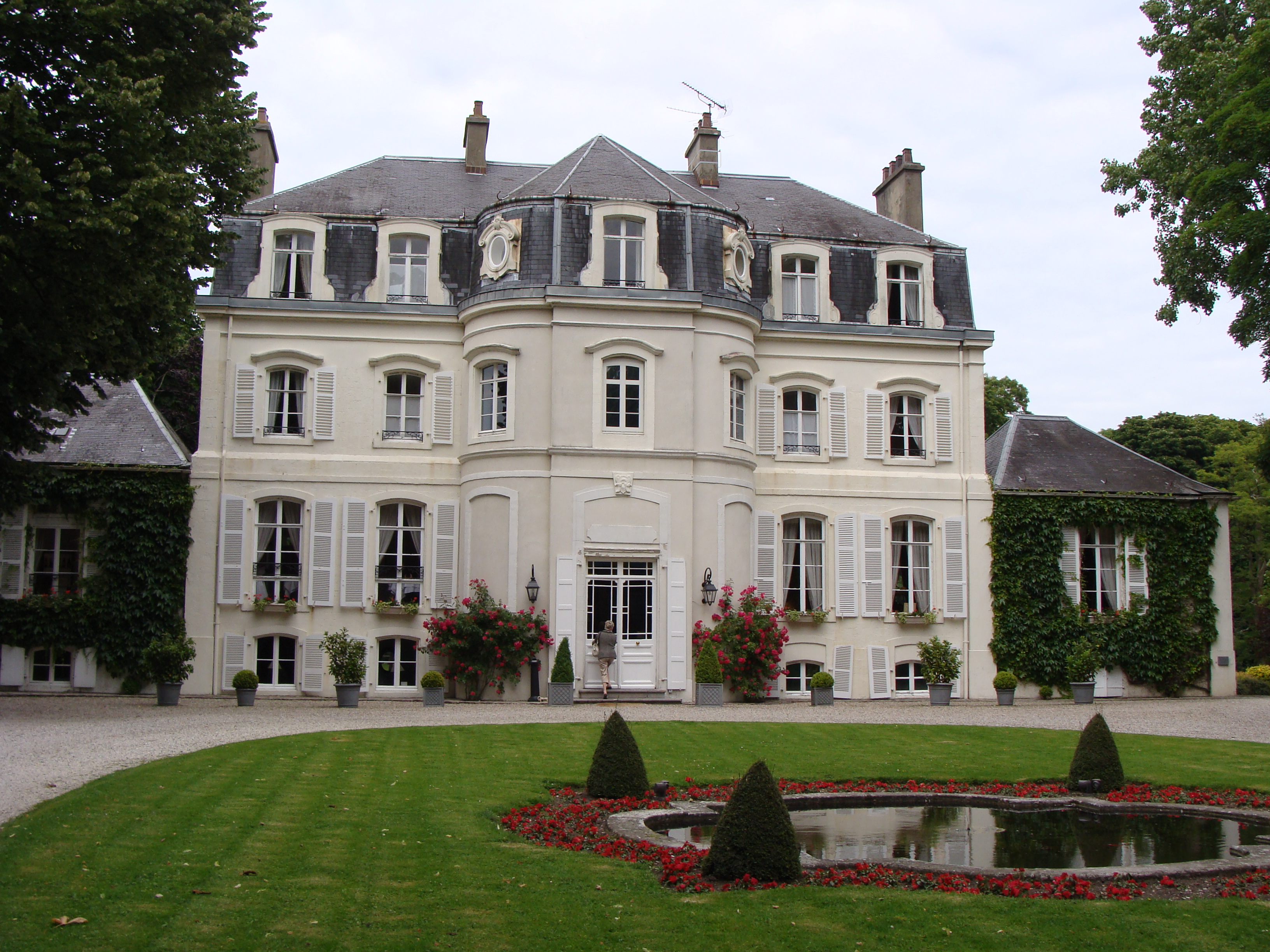
Le château d'Hesdin-l'Abbé.
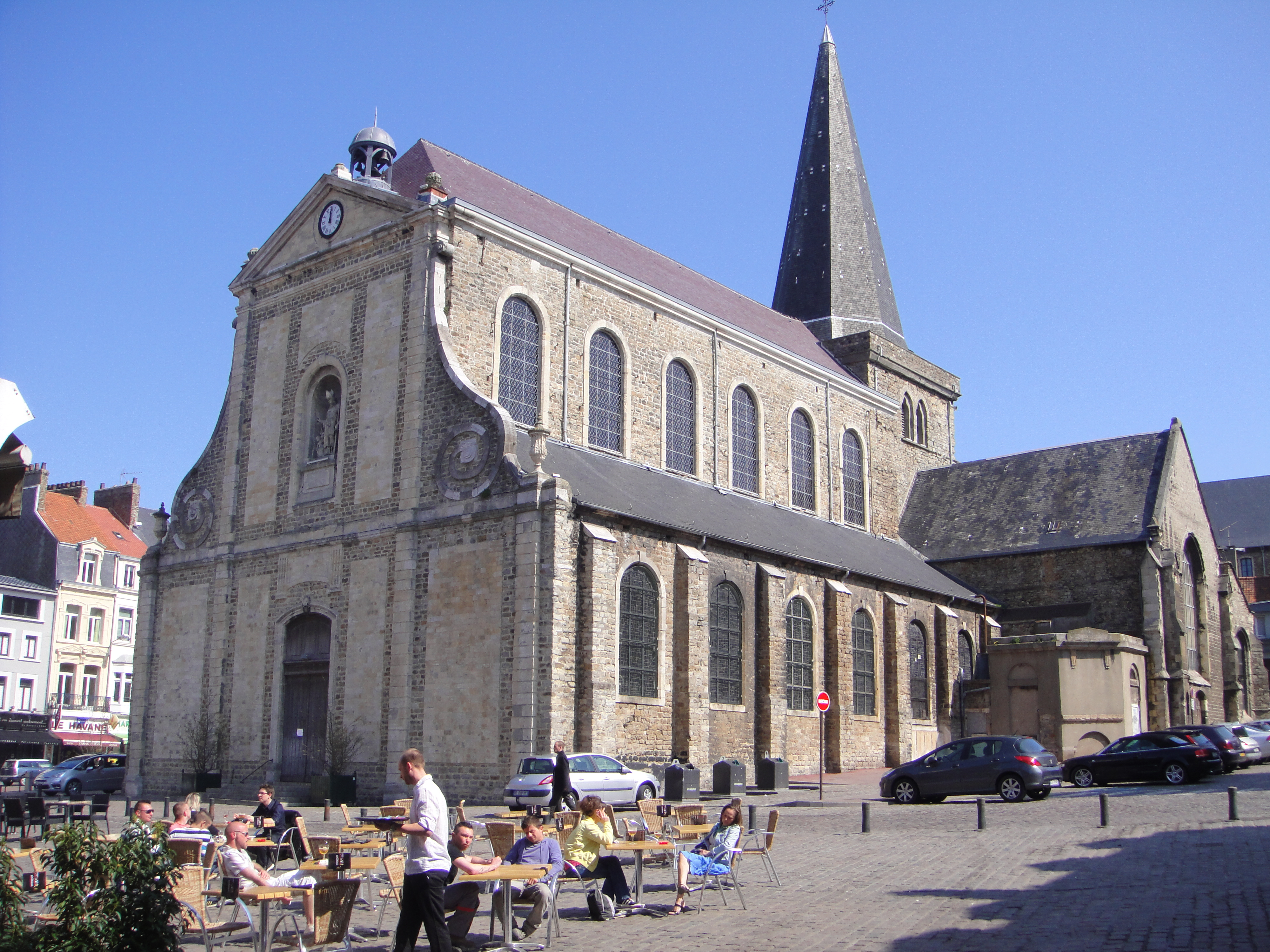
L'église Saint-Nicolas de Boulogne-sur-Mer du XIIIe siècle, reconstruite par Giraud Sannier.

## Lycée Giraux Sannier
Un lycée situé à la limite entre Boulogne-sur-Mer et Saint-Martin-Boulogne a pris son nom.